# Erik Dralans
Erik Edward Sidonius Dralans (Antwerpen, 30 maart 1949) is een Belgisch voormalig bankier.

## Biografie
Erik Dralans studeerde toegepaste economische wetenschappen en maritieme wetenschappen aan het Rijksuniversitair Centrum Antwerpen. Hij startte zijn carrière in 1972 bij de Bank Brussel Lambert (BBL) en werkte voor de bank in onder meer Tokio, Singapore en New York. In 1994 werd hij gedelegeerd bestuurder van Crédit européen Luxembourg (later ING Luxemburg) en in 1997 werd hij gedelegeerd bestuurder van de BBL. Dralans bleef deze functie uitoefenen nadat de BBL in 1998 tot ING België was omgevormd, een dochter van de ING Groep. Vanaf 2000 leidde hij vanuit Amsterdam de Europese informaticadiensten van ING. In juli 2007 volgde hij Luc Vandewalle als CEO van ING België op. In februari 2011 ging hij met pensioen. Dralans werd door Ralph Hamers opgevolgd.
Hij is of was tevens voorzitter van de raad van bestuur van het Nederlandse IT-bedrijf Interpay, voorzitter van de raad van toezicht van betalingsverwerker Equens, lid van de adviesraad van MasterCard en bestuurder van softwarebedrijf Connective. Hij is voorzitter van de raad van bestuur van de Faculteit voor Vergelijkende Godsdienstwetenschappen in Antwerpen.